# Ray Abruzzo
Ray Abruzzo (ur. 12 kwietnia 1954 w Nowym Jorku) – amerykański aktor i scenarzysta telewizyjny i producent filmowy pochodzenia włoskiego.
Urodził się i wychował w dzielnicy Queens w Nowym Jorku. Jeszcze w katolickiej szkole średniej występował z Middle Village Summer Theatre Workshop. Potem został członkiem i współzałożycielem The Bond Street Theatre Coalition. Następnie przeniósł się do Los Angeles, gdzie rozpoczął pracę w telewizji.

## Filmografia

### Seriale TV
- 1985: Falcon Crest jako kelner
- 1986: Riptide jako Eric Peters
- 1987: 21 Jump Street jako Mario Delano
- 1987–1988: Prawnicy z Miasta Aniołów (L.A. Law) jako Anthony Gianelli
- 1988−1989: Dynastia (Dynasty) jako policjant sierżant John Zorelli
- 1997: Krok za krokiem (Step by Step) jako Max Thomas
- 1998: Pomoc domowa (The Nanny) jako pilot helikoptera
- 1998–2004: Kancelaria adwokacka (The Practice) jako detektyw Michael McGuire
- 2000: Dotyk anioła (Touched by an Angel) jako Paul
- 2002–2007: Rodzina Soprano (The Sopranos) jako „Mały” Carmine Lupertazzi Jr.
- 2005: CSI: Kryminalne zagadki Nowego Jorku (CSI: NY) jako Bob Galanis
- 2007: Kości (Bones) jako Ray Porter
- 2007: Orły z Bostonu (Boston Legal) jako John Sciarra
- 2008: Agenci NCIS (NCIS) jako Rick Azarri
- 2010: Dr House (House) jako Lorenzo Wibberly
- 2012: Szczęśliwi rozwodnicy (Happily Divorced) jako Carmine